# Hyporhagus duplocostatus
Hyporhagus duplocostatus es una especie de coleóptero de la familia Monommatidae.

## Distribución geográfica
Habita en México.